# دراسات جينية على الروس

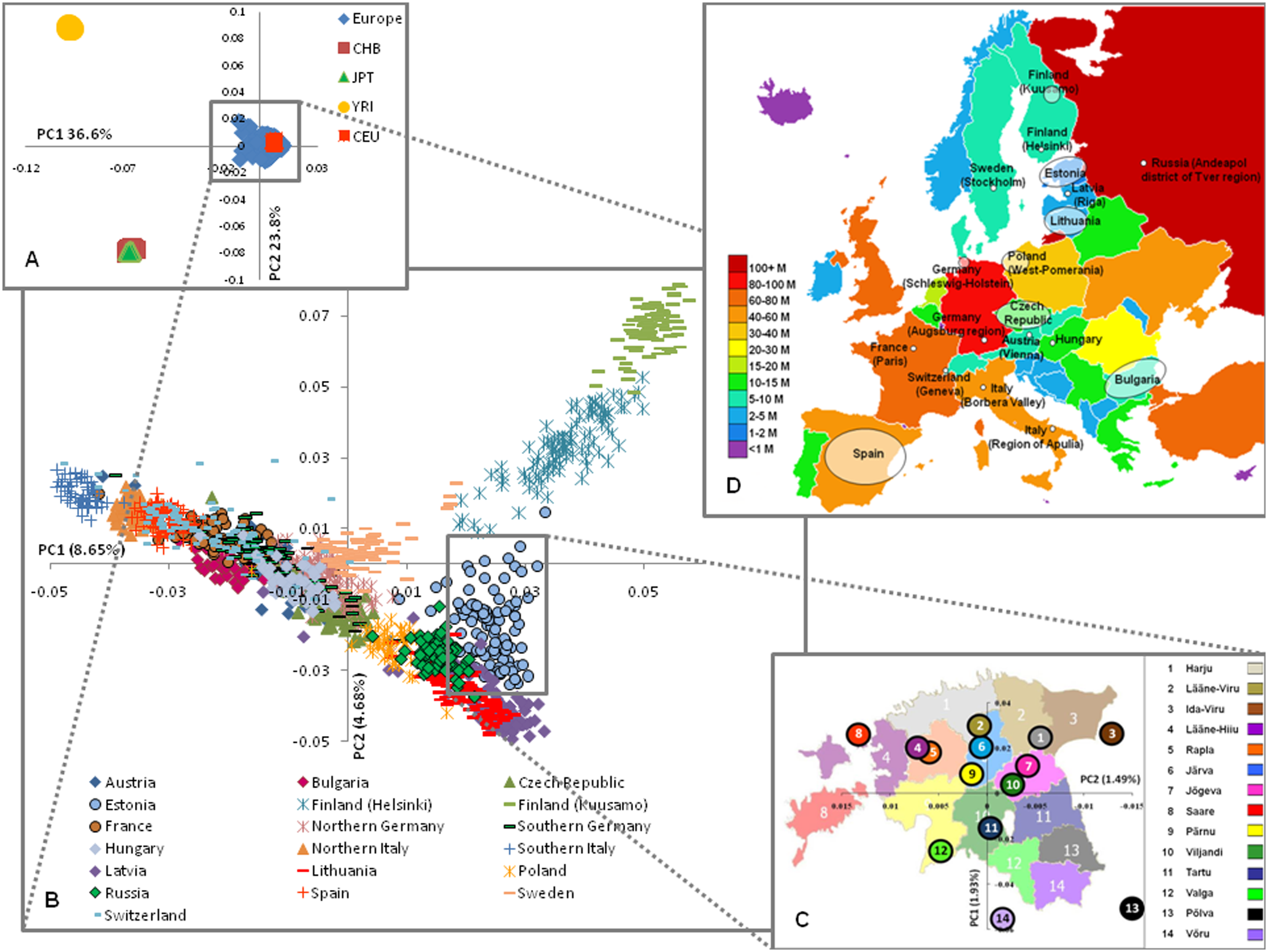
الهيكل الجيني الأوروبي (على أساس SNPs) تحليل الكمبيوتر

تظهر الدراسات الجينية أن الروس هم الأقرب إلى الإستونيين واللاتفيين والليتوانيين والبيلاروسيين والأوكرانيين وغيرهم من السلاف .

## Y-DNA
ثمانية كروموسوم هابلوغروب فرعية، بما في ذلك R1a و N3 و I1b و R1b و I1a و J2 و N2 و E3b معًا ، تمثل أكثر من 95 ٪ من إجمالي تجمع الكروموسومات Y الروسي. من بين 1228 عينة، تم تصنيف 11/1228 (0.9 ٪) حتى مستوى الجذر لمجموعات هابلوغروب F و K. فقط 9/1228 عينة (0.7 ٪) سقطت في مجموعات هابلوغروب C و Q و R2 الخاصة بسكان شرق وجنوب آسيا.

## أنظر أيضا
- التركيبة السكانية لروسيا
- التاريخ الجيني لأوروبا